# لوبلین آر-۱۰
لوبلین آر-۱۰ (به انگلیسی: Lublin_R-X) یک هواگرد ملخ‌پیشین تک‌موتوره از نوع ارتباطی ساخت شرکت Plage i Laśkiewicz است. هواگرد لوبلین آر-۱۰ نخستین پروازش را در ۸ فوریه ۱۹۲۹ میلادی انجام داد. این هواگرد در سال ۱۹۲۹ میلادی رسماً معرفی گردید و در سال‌های ۱۹۲۹ تولید شده‌است. در مجموع، تعداد ۷ فروند از این هواگرد ساخته شده‌است.
طراح این هواگرد، Jerzy Rudlicki بود.